# Trận Bản Đông
Trận Bản Đông là một trận đánh then chốt của Quân đội Nhân dân Việt Nam trong Chiến dịch Đường 9 - Nam Lào, diễn ra từ ngày 8 tháng 2 đến ngày 20 tháng 3 năm 1971.
Ngày 8 tháng 2 năm 1971, mở màn Chiến dịch Lam Sơn 719, mũi chủ yếu của Quân lực Việt Nam Cộng hòa do chiến đoàn đặc nhiệm gồm Lữ đoàn dù số 1, hai Thiết đoàn 11, 17 tiến công theo trục Đường 9 bằng cơ giới và thiết giáp, trong khi Tiểu đoàn 9 thuộc Lữ đoàn dù số 1 cơ động bằng máy bay lên thẳng, đổ bộ đánh chiếm Bản Đông.
Từ ngày 12 tháng 3 đến 23 tháng 3 năm 1971, QĐNDVN bắt đầu chuyển sang thế phản công trên mặt trận Đường 9 - Nam Lào. Ngày 12 tháng 3 năm 1971, QĐNDVN mở đợt 3 chiến dịch thực hiện đòn tiêu diệt lực lượng địch ở Bản Đông. Các Trung đoàn bộ binh 66, 64, 36 có xe tăng, pháo binh, cao xạ phối hợp bao vây, chia cắt cụm cứ điểm Bản Đông.
Trước sức tấn công mạnh mẽ của QĐNDVN, ngày 18 tháng 3 năm 1971 QLVNCH bắt đầu rút chạy khỏi Bản Đông, QĐNDVN lập tức công kích vào toàn bộ khu vực Bản Đông. Đến sáng ngày 20 tháng 3 họ đã làm chủ hoàn toàn Bản Đông.
Để ca ngợi chiến thắng của QĐNDVN, nhạc sĩ Trần Trung đã sáng tác bài hát "Từ Đông Hà qua Bản Đông".
- Chiến dịch Lam Sơn 719